# Michael King
Michael King (Reading, 15 februari 1950) was een professioneel golfer totdat de ziekte van Bechterew hem dwong deze carrière op te geven.
Van oorsprong was Michael King een effectenhandelaar in Londen. Hij was een enthousiast amateurgolfer, hij won de Lytham Trophy en speelde twee keer in de Walker Cup, in 1969 en in 1973.
Toen in 1974 de effectenbeurs in elkaar zakte, besloot hij golfprofessional te worden. In 1979 beleefde hij zijn beste seizoen, hij eindigde acht keer in de top 6 waardoor hij zich kwalificeerde voor het Ryder Cup team en won een week later de TPC of Europe op de Moor Park Golf Club. 
Michael verloor nooit zijn tourkaart. Wel had hij sinds 1974 al last van de ziekte van Bechterew en moest hij in 1987 stoppen met spelen. Hij werkt nu voor European Golf Design.

## Gewonnen
- 1979: TPC of Europe

## Teams
- Ryder Cup: 1979